# Llista de curses urbanes de motociclisme de velocitat dels Països Catalans
Aquesta llista aplega les curses de motociclisme de velocitat celebrades en circuits urbans dels Països Catalans que tingueren més anomenada i ressò mediàtic al llarg de la història, amb especial dedicació a les que tingueren categoria de Premi Internacional i a les que puntuaven per al Campionat d'Espanya o els dels respectius territoris. La llista -no exhaustiva- se centra en el període comprès entre les dècades de 1940 i 1970.
Des del començament de la pràctica del motociclisme als Països Catalans i fins ben entrada la dècada de 1990 no es generalitzà en aquest territori la creació de circuits de velocitat permanents, de manera que fins aleshores pràcticament totes les curses d'aquesta disciplina s'havien de disputar en circuits improvisats per a l'ocasió, situats a l'interior d'alguna població (o als afores, en algun polígon industrial proper o ubicacions similars). Aquesta mena de circuits eren coneguts a l'època com a "circuits urbans" i, conseqüentment, hom anomenava les curses que s'hi celebraven, "curses urbanes".

## Alacant
De les curses celebrades a Alacant, les més recordades són les de l'anomenat "Trofeu Festes d'Hivern d'Alacant", estrenat el 1965. Tanmateix, abans d'aquesta data ja se n'havien organitzat unes quantes.

### Curses inicials
El 26 febrer de 1949 hi hagué una cursa de sidecars que acabà de forma tràgica amb la mort de dos pilots i un passatger.
El 5 de febrer de 1950 es va córrer una prova del campionat estatal al Circuit de Bonavista (6,460 km), amb aquests resultats:
| Data       | 100cc                       | 125cc                   | 250cc                      | 500cc (Força Lliure)    | Sidecars                              |
| ---------- | --------------------------- | ----------------------- | -------------------------- | ----------------------- | ------------------------------------- |
| 05/02/1950 | Guillem Cavestany (Montesa) | Leopoldo Milà (Montesa) | James Podevano (Velocette) | Leopoldo Bado (Triumph) | Frederic Viñals / ? (Harley-Davidson) |

El 1955 es disputà un Gran Premi d'Alacant (probablement el cinquè) en un circuit d'1,4 km, amb aquests resultats:
| Data | 125cc Série           | 125cc                   | 350cc                  | 500cc                  |
| ---- | --------------------- | ----------------------- | ---------------------- | ---------------------- |
| 1955 | Manuel Dato (Montesa) | Paco González (Montesa) | Paco González (Norton) | Paco González (Norton) |

### Trofeu Festes d'Hivern d'Alacant
El Trofeu Festes d'Hivern d'Alacant (Trofeo Fiestas de Invierno de Alicante) o, simplement, Gran Premi d'Alacant, se celebrà d'ençà de 1965 al circuit de Bonavista. Era un Trofeu internacional i va arribar a ser considerat per la premsa especialitzada com a la millor cursa del món. Per la prova hi van passar els millors pilots europeus de l'època, motiu pel qual hi assistien sovint més de 80.000 espectadors.
| Data       | 50cc                      | 125cc                   | 250cc                        | 350cc                       | -                             |
| ---------- | ------------------------- | ----------------------- | ---------------------------- | --------------------------- | ----------------------------- |
| 07/02/1965 | Josep M. Busquets (Derbi) | Luigi Taveri (Honda)    | Ramon Torras (Bultaco)       |                             |                               |
| 20/02/1966 | Josep M. Busquets (Derbi) | Ralph Bryans (Honda)    | Giacomo Agostini (MV Agusta) |                             |                               |
| 05/02/1967 | Angel Nieto (Derbi)       | Ginger Molloy (Bultaco) | Renzo Pasolini (Benelli)     |                             |                               |
| 04/02/1968 |                           | Bill Ivy (Yamaha)       | Bill Ivy (Yamaha)            | Phil Read (Yamaha)          |                               |
| Data       | 75cc                      | 125cc                   | 250cc                        | 350cc                       | Sidecars                      |
| 02/02/1969 | Angel Nieto (Derbi)       | Angel Nieto (Derbi)     | Santiago Herrero (OSSA)      | Gilberto Milani (Aermacchi) |                               |
| 08/02/1970 | Salvador Cañellas (Derbi) |                         | Santiago Herrero (OSSA)      | Walter Rungg (Aermacchi)    | G. Auerbacher / H. Hahn (BMW) |

### Altres Trofeus
A banda del Trofeu Festes d'Hivern, a Alacant n'hi ha constància d'altres com ara el "Trofeu Oportunitat Port Pesquer d'Alacant" (disputat com a mínim el 1965) o el "Trofeu Fogueres", amb un mínim de sis edicions i iniciat cap a 1963 (el 1968 se'n disputà la VI edició). Aquest darrer s'organitzava coincidint amb les Fogueres d'Alacant.

## Barcelona
El Circuit de Montjuïc, a Barcelona, fou un dels circuits urbans més populars d'Europa i s'hi disputaven curses de velocitat des d'època reculada. El 1933 s'hi celebrà el primer "Gran Premi Internacional de Barcelona", prova que d'ençà de 1950 esdevingué el Gran Premi d'Espanya, mantenint-se a Montjuïc fins al 1976.

## Benidorm
A Benidorm, Marina Baixa, s'hi celebrarà com a mínim un trofeu en 1977 en el circuït urbà de El Derramador.

## Castelló de la Plana
El Trofeu de la Magdalena se celebrava coincidint amb les Festes de la Magdalena, la festa major de Castelló de la Plana. Es disputà inicialment al Circuit del Passeig de Ribalta, amb una longitud d'1,6 km.

### Circuit del Passeig de Ribalta
| Data       | 50cc                                                                                             | 100cc                                                                                            | 125cc                                                                                            | 250cc                                                                                            | 500cc (Força Lliure)                                                                             |
| ---------- | ------------------------------------------------------------------------------------------------ | ------------------------------------------------------------------------------------------------ | ------------------------------------------------------------------------------------------------ | ------------------------------------------------------------------------------------------------ | ------------------------------------------------------------------------------------------------ |
| 1954       | Palmarès desconegut                                                                              | Palmarès desconegut                                                                              | Palmarès desconegut                                                                              | Palmarès desconegut                                                                              | Palmarès desconegut                                                                              |
| 1955       | Palmarès desconegut                                                                              | Palmarès desconegut                                                                              | Palmarès desconegut                                                                              | Palmarès desconegut                                                                              | Palmarès desconegut                                                                              |
| 11/03/1956 |                                                                                                  | Francesc Tombas (Derbi)                                                                          | Ignacio Carrero (Montesa)                                                                        |                                                                                                  | Paco González (Norton)                                                                           |
| 30/03/1957 |                                                                                                  |                                                                                                  | Eduardo Márquez (Montesa)                                                                        | Luis Soler (Lube-NSU)                                                                            | Josep Raja (Sanglas)                                                                             |
| 16/03/1958 |                                                                                                  |                                                                                                  | Jordi Sirera (Montesa)                                                                           | Lluís Sagnier (Lube-NSU)                                                                         |                                                                                                  |
| 08/03/1959 |                                                                                                  | Pere Pi (Derbi)                                                                                  | Jaume Bordoy (Montesa)                                                                           | Josep M. Rodà (FB-Mòndial)                                                                       | Manuel Dato (Norton)                                                                             |
| 20/03/1960 | Només curses per a motos esportives o de sèrie. Guanyador absolut: Eduardo Werring (Bultaco 125) | Només curses per a motos esportives o de sèrie. Guanyador absolut: Eduardo Werring (Bultaco 125) | Només curses per a motos esportives o de sèrie. Guanyador absolut: Eduardo Werring (Bultaco 125) | Només curses per a motos esportives o de sèrie. Guanyador absolut: Eduardo Werring (Bultaco 125) | Només curses per a motos esportives o de sèrie. Guanyador absolut: Eduardo Werring (Bultaco 125) |
| Data       | 50cc                                                                                             | 75cc                                                                                             | 125cc                                                                                            | -                                                                                                | Força Lliure                                                                                     |
| 12/03/1961 | Josep M. Busquets (Derbi)                                                                        | César Ruiz Pérez (Derbi)                                                                         | Enric Sirera (Montesa)                                                                           |                                                                                                  | César Gracia (Montesa)                                                                           |
| 01/04/1962 |                                                                                                  | César Gracia (Ducson)                                                                            | Ramiro Blanco (Bultaco)                                                                          |                                                                                                  |                                                                                                  |
| 24/03/1963 | Josep M. Busquets (Derbi)                                                                        | Josep M. Busquets (Derbi)                                                                        | José Medrano (Bultaco)                                                                           |                                                                                                  |                                                                                                  |
| 08/03/1964 |                                                                                                  | Josep M. Asensi (Derbi)                                                                          | Ramon Torras (Bultaco)                                                                           |                                                                                                  |                                                                                                  |

### Nou circuit
D'ençà de 1965, el Trofeu de la Magdalena se celebrà en un nou circuit de 3,1 km. A banda de les curses aquí relacionades, les proves solien tenir-ne també de complementàries per a motocicletes Sport o de sèrie, per a pilots de categoria júnior o regional.
| Data       | 50cc                       | 75cc                      | 125cc                       | 250cc                       |
| ---------- | -------------------------- | ------------------------- | --------------------------- | --------------------------- |
| 28/03/1965 |                            | Josep M. Busquets (Derbi) | Enrique Escuder (Bultaco)   | José Medrano (Bultaco)      |
| 20/03/1966 |                            | Josep M. Busquets (Derbi) | José Medrano (Bultaco)      | Ramiro Blanco (Bultaco)     |
| 05/03/1967 |                            | Angel Nieto (Derbi)       | Salvador Cañellas (Derbi)   | Carles Giró (OSSA)          |
| 26/03/1968 | Manuel Morales (Minarelli) |                           | José Luis Cardoso (Bultaco) | José Medrano (Bultaco)      |
| 16/03/1969 |                            | Benjamí Grau (Derbi)      | Angel Nieto (Derbi)         | Antonio Marín (Bultaco)     |
| 1970       | Palmarès desconegut        | Palmarès desconegut       | Palmarès desconegut         | Palmarès desconegut         |
| 21/03/1971 | Palmarès desconegut        | Palmarès desconegut       | Palmarès desconegut         | Palmarès desconegut         |
| 12/03/1972 | Angel Nieto (Derbi)        |                           | Angel Nieto (Derbi)         | Paco González jr. (Bultaco) |
| Data       | 50cc                       | 125cc                     | 250cc                       | 750cc                       |
| 01/04/1973 | Joan Bordons (Derbi)       |                           | Benjamí Grau (Derbi)        | Josep M. Palomo (Laverda)   |
| 24/03/1974 | Angel Nieto (Derbi)        | Angel Nieto (Derbi)       | Angel Nieto (Derbi)         | Enrique De Juan (?)         |
| 09/03/1975 | Benjamí Grau (Derbi)       | Angel Nieto (Derbi)       | Benjamí Grau (Derbi)        | Benjamí Grau (Norton)       |

Notes
1. ↑  Pedro Alvarez hi va morir el 1969 en un accident durant la cursa de 250cc.
2. ↑  No hi ha constància d'edicions posteriors a 1975, però podria haver-n'hi hagut.

## Cullera
A Cullera, Ribera Baixa, hi ha constància d'un mínim de 6 edicions del "Trofeu Badia dels Tarongers", iniciat cap a 1976 (el 1981 se'n disputà la VI edició).

## Granollers
El Premi Ciutat de Granollers es disputava en un circuit urbà de Granollers, Vallès Oriental, d'1,6 km.
| Data       | 75cc Júniors                    | 50cc                | 125cc                  | Força Lliure                |
| ---------- | ------------------------------- | ------------------- | ---------------------- | --------------------------- |
| 1967       | Palmarès desconegut             | Palmarès desconegut | Palmarès desconegut    | Palmarès desconegut         |
| 24/05/1968 |                                 | Joan Parés (Derbi)  | Angel Nieto (Derbi)    | Pedro Alvarez (Bultaco 360) |
| Data       | 75cc Júniors                    | 50cc                | 125cc                  | 250cc                       |
| 16/05/1969 | Xavier Batlló (Derbi)           | Joan Parés (Derbi)  | José Medrano (Bultaco) | José Medrano (Bultaco)      |
| 07/05/1970 | Frederic Van Der Hoeven (Derbi) | Angel Nieto (Derbi) | José Medrano (Bultaco) | Antonio Martín (Bultaco)    |
| 20/05/1971 | Jorge Navarrete (Derbi)         | Angel Nieto (Derbi) | Benjamí Grau (Bultaco) | Angel Nieto (Derbi)         |

## Ibi
Hi ha constància de quatre edicions del Premi d'Ibi (Premio de Ibi), disputades en un circuit d'1,250 km d'Ibi, Alcoià. Les curses, puntuables per al campionat estatal, aplegaven els millors pilots de l'època i l'assistència de públic passava sovint dels 30.000 espectadors.
| Data       | 125cc Sèrie             | 125cc                  | 250cc                      | 500cc                  | Sidecars (Exhibició)           |
| ---------- | ----------------------- | ---------------------- | -------------------------- | ---------------------- | ------------------------------ |
| 1956       | Palmarès desconegut     | Palmarès desconegut    | Palmarès desconegut        | Palmarès desconegut    | Palmarès desconegut            |
| 08/09/1957 | César Gracia (Montesa)  | Ricard Fargas (Ducati) |                            |                        | Manuel Blas / Sanchis (Norton) |
| 07/09/1958 | Manuel Blas (Montesa)   | Ricard Fargas (Ducati) |                            | Paco González (Norton) |                                |
| 06/09/1959 | Paco González (Bultaco) |                        | Josep M. Rodà (FB-Mòndial) | Paco González (Norton) |                                |

## Martorelles
A Martorelles, Vallès Oriental, hi ha constància d'un mínim de dues edicions del "Trofeu de Velocitat de Martorelles" (el 1974 se'n disputà la II edició).

## Mataró
A Mataró, Maresme, hi ha constància d'un mínim de dues edicions del "Trofeu de Velocitat del Maresme" (el 1974 se'n disputà la II edició).

## Pineda de Mar
A Pineda de Mar, Maresme, s'hi celebraren un mínim de dues curses: el "Trofeu Primavera" el 1976 i el "II Trofeu de Velocitat Pineda de Mar" el 1977.

## Tarragona
A Tarragona hi ha constància d'un mínim de 17 edicions del "Trofeu de Sant Magí", iniciat cap a 1959 (el 1975 se'n disputà la XVII edició). Les curses s'organitzaven coincidint amb les Festes de Sant Magí.

## València

### Gran Premi - València
Al Cap i Casal, el Gran Premi - València (Gran Premio - Valencia) es disputà al Circuit de l'Albereda de València, amb una longitud de 2,050 km.
| Data       | 100cc                   | 125cc                    | 250cc                    | 350cc                      | 500cc (Força Lliure)    | Sidecars                                      |
| ---------- | ----------------------- | ------------------------ | ------------------------ | -------------------------- | ----------------------- | --------------------------------------------- |
| 13/07/1947 | Segura (JLO)            | Segura (JLO)             | ? (DKW)                  | Fernández (DKW)            | Xabier Ortueta (BMW)    | Aguilar · / Soriano (Triumph)                 |
| 19/03/1948 |                         | Alfons Milà (Montesa)    | Mosteiro (BSA)           | Xabier Ortueta (Velocette) | Ernest Vidal (BMW)      | Manuel Giró · / Jaume Pahissa (BMW)           |
| 20/03/1949 | Julián (Lube)           | Mario Carando (MV Alpha) | Terradas (Rudge)         | Xabier Ortueta (Velocette) | Xabier Ortueta (Norton) | Josep M. Cantarell · / ? (BSA)                |
| 21/05/1950 | Luciano Gómez (Montesa) | "Setroc" (MV Alpha)      | Mario Carando (MV Alpha) | Xabier Ortueta (Velocette) | Ernest Vidal (Gilera)   | Frederic Viñals · / Mompean (Harley-Davidson) |

### Trofeu Falles
D'ençà de 1953, el Premio de Valencia fa servir el Circuit del Passeig de València al Mar, esdevenint internacional el 1957 amb el nom de Trofeu Falles (Trofeo Fallas) amb motiu de celebrar-se coincidint amb les Falles de Sant Josep.
| Data       | 125cc                          | 350cc                      | 500cc (Força Lliure)        | Sidecars                              |
| ---------- | ------------------------------ | -------------------------- | --------------------------- | ------------------------------------- |
| 22/05/1953 |                                | John Grace (Norton)        | Jean-Pierre Bayle (Norton)  |                                       |
| Data       | 125cc                          | 350cc                      | 500cc (Força Lliure)        | Sidecars                              |
| 21/03/1954 | Juan Atorrasagasti (MV Avello) | Paco González (Norton)     | Paco González (Norton)      | Jacques Drion / Inge Stoll (Norton)   |
| 19/03/1955 | Marcel Cama (Montesa)          | Jacques Collot (Norton)    | Paco González (Norton)      | Edgar Strub / Claude Lambert (Norton) |
| 19/03/1956 | John Grace (Montesa)           | Paco González (Norton)     | Paco González (Norton)      | Edgar Strub / ? (Norton)              |
| 19/03/1957 | John Grace (MV Agusta)         | Jean-Pierre Bayle (Norton) | Carlo Bandirola (MV Agusta) | Edgar Strub / Hilmar Cecco (Norton)   |

## Vinaròs
A Vinaròs, Baix Maestrat, hi ha constància d'un mínim de 12 edicions del "Trofeu de Velocitat Festes de Sant Joan i Sant Pere", iniciat cap a 1962 (el 1973 se'n disputà la XII edició). Les curses s'organitzaven coincidint amb les tradicionals Festes i Fira de Sant Joan i Sant Pere.

## Xàtiva
A Xàtiva, La Costera, es celebra des de 1951 el "Trofeu de Velocitat Fira d'Agost", cursa de motociclisme de velocitat disputada al Circuit Urbà de Xàtiva tots els 15 d'agost, i que continua celebrant-se des de llavors, essent el trofeu de velocitat de motociclisme més antic que se celebra a l'Estat espanyol.